# Смирнов, Леонид Константинович
Леони́д Константи́нович Смирно́в (23 февраля 1940, Москва — 29 июня 2025) — советский и российский баянист, дирижёр, главный дирижёр оркестра народных инструментов Государственного академического хореографического ансамбля «Берёзка» имени Н. С. Надеждиной, народный артист Российской Федерации (2002).

## Биография
Родился 23 февраля 1940 года в Москве.
В 1954 году поступил в Московское музыкальное училище им. Октябрьской Революции. В 1963 году окончил Государственный музыкально-педагогический институт им. Гнесиных по классу баяна.
В ансамбль «Берёзка» пришёл в 1967 году по приглашению главного дирижёра оркестра А. С. Ильина. Долгое время являлся баянистом, затем — солистом балета. Принимал участие в постановке номеров «Проходка», «Сибирская сюита», «Холостяки», «Ямщики» и др. Являлся главным дирижёром оркестра народных инструментов.
Умер 29 июня 2025 года в возрасте 85 лет от сердечной недостаточности после продолжительной болезни. Церемония прощания прошла 2 июля в траурном зале Николо-Архангельского крематория. Похоронен на Новодевичьем кладбище, рядом с Мирой Кольцовой.

## Семья
Жена — Мира Михайловна Кольцова (1938—2022), художественный руководитель и главный балетмейстер Государственного академического хореографического ансамбля «Берёзка» им. Н. С. Надеждиной, народная артистка СССР.

## Награды и почётные звания
- Лауреат III Всесоюзного Фестиваля советской молодёжи в Москве (1957).
- медаль «Ветеран труда» (1988).
- медаль «В память 850-летия Москвы».
- Заслуженный артист Российской Федерации (30 мая 1995) — за большие заслуги в области искусства[8]
- Народный артист Российской Федерации (14 января 2002) — за большие заслуги в области искусства[9]
- Орден Дружбы (9 августа 2009) — за заслуги в развитии отечественной культуры и искусства, многолетнюю плодотворную деятельность[10]